# Veni, vidi, vici

Veni, vidi, vici (lit. din latină venii, văzui, învinsei respectiv am venit, am văzut, am învins) este fraza prin care, potrivit tradiției, Iulius Cezar a anunțat extraordinara victorie obținută în 47 î.Hr. împotriva armatei lui Farnace din Pont. 
Sintagma este citată în Viața lui Cezar (50, 6), una dintre faimoasele opere biografice ale scriitorului grec Plutarh.